# Ampelornis griseiceps
Az Ampelornis griseiceps a madarak osztályának verébalakúak (Passeriformes) rendjébe és a hangyászmadárfélék (Thamnophilidae) családjába tartozó Ampelornis nem egyetlen faja.

## Rendszerezése
A fajt Frank Chapman amerikai ornitológus írta le 1923-ban, a Myrmoderus nembe Myrmoderus griseiceps néven. Egyes szervezetek a a Myrmeciza nembe sorolják Myrmeciza griseiceps néven.

## Előfordulása
Az Andok hegységben, Ecuador és Peru területén honos. Természetes élőhelyei a szubtrópusi vagy trópusi síkvidéki és hegyi esőerdők. Állandó, nem vonuló faj.

## Megjelenése
Testhossza 14 centiméter.

## Természetvédelmi helyzete
Az elterjedési területe kicsi, egyedszáma 2500-9999 példány közötti és csökken. A Természetvédelmi Világszövetség Vörös listáján sebezhető fajként szerepel.